# Mesonauta
Mesonauta es un género de peces de la familia Cichlidae y de la orden de los Perciformes. Es endémico de Sudamérica. Algunas de sus especies, particularmente el Mesonauta festivus, son populares en todo el mundo como peces de acuario.

## Especies
- Mesonauta acora (Castelnau, 1855)
- Mesonauta egregius S. O. Kullander & Silfvergrip, 1991
- Mesonauta festivus (Heckel, 1840)
- Mesonauta guyanae I. Schindler, 1998
- Mesonauta insignis (Heckel, 1840)
- Mesonauta mirificus S. O. Kullander & Silfvergrip, 1991